# Tobruq Legacy

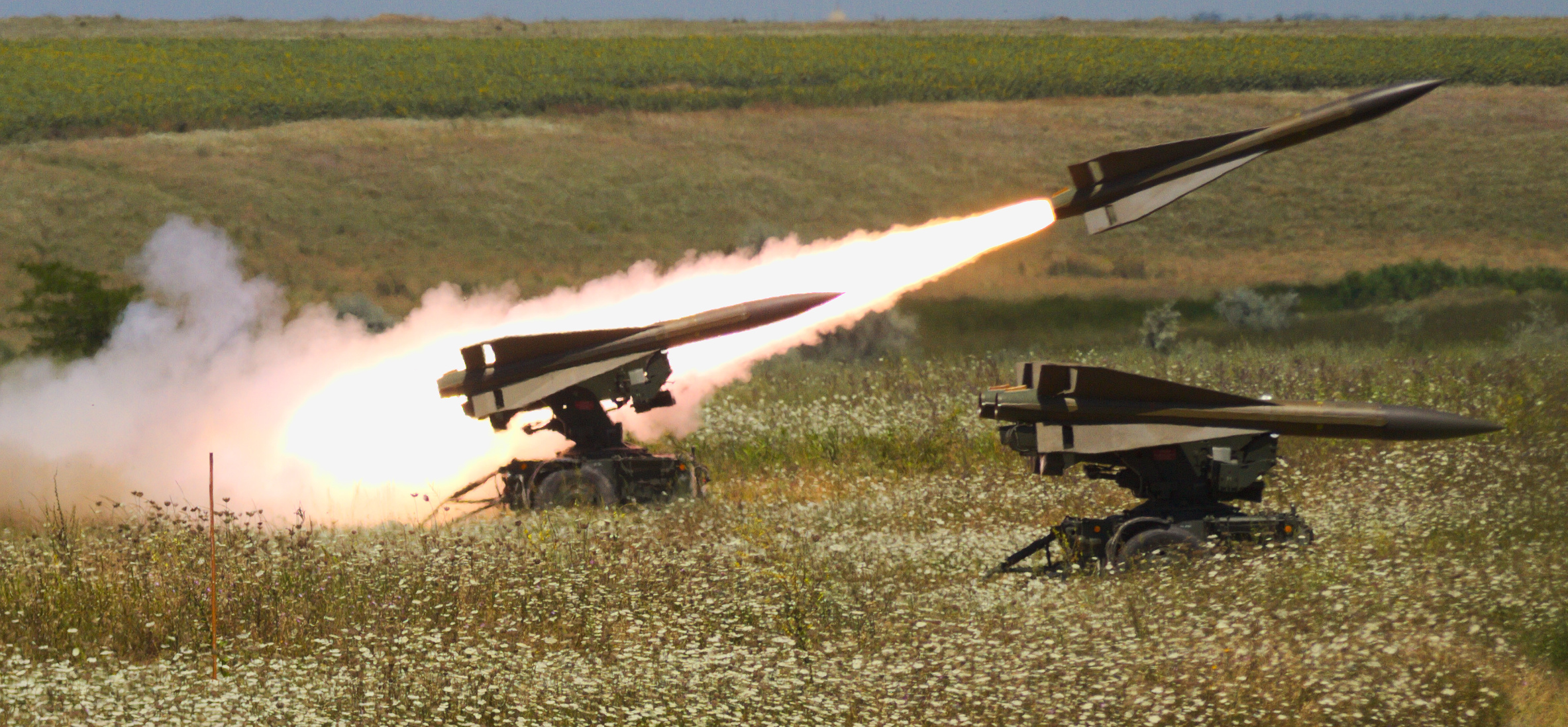
Румунський підрозділ ППО, оснащений комплексом Hawk, на навчаннях Tobruq Legacy

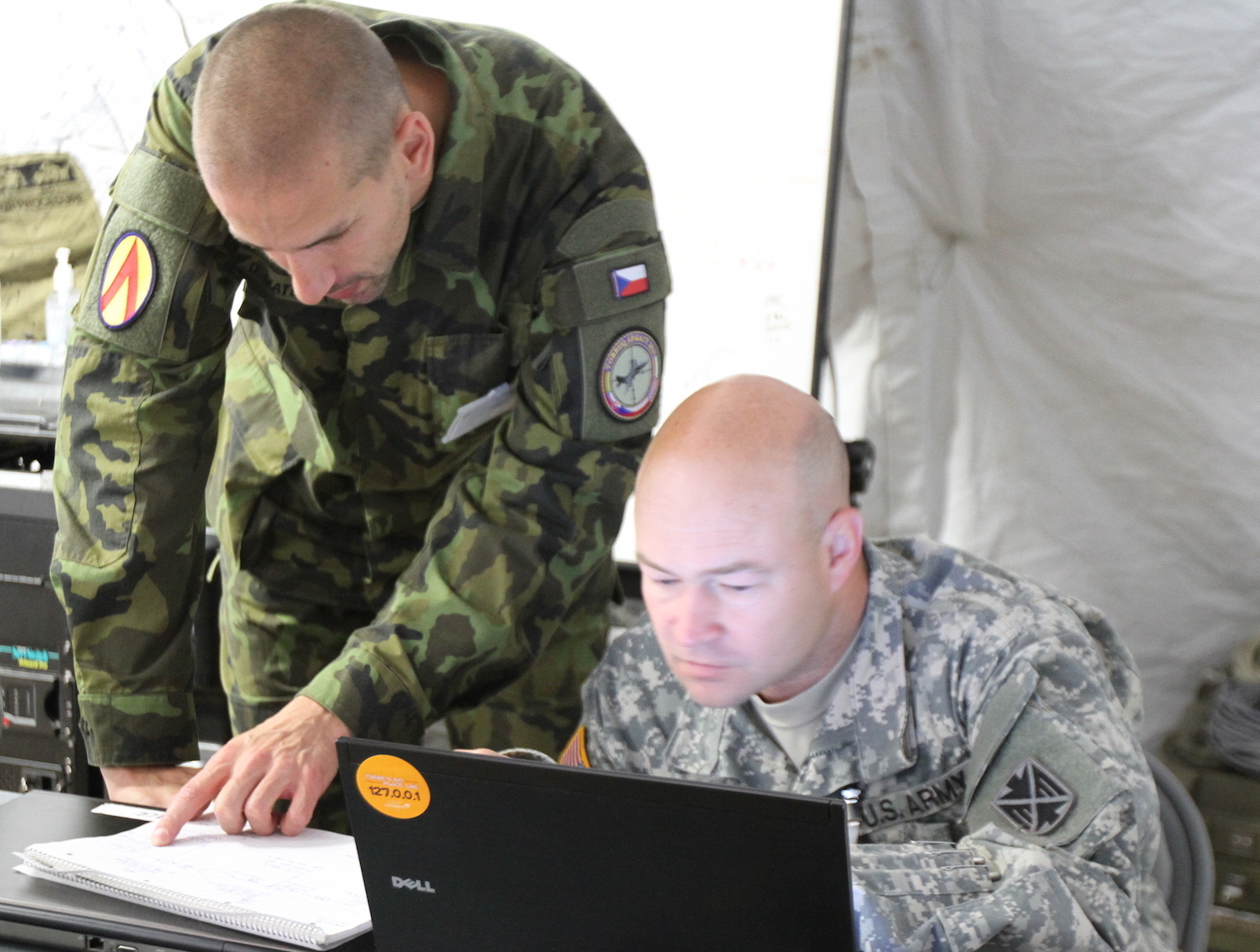
Чеський та американський військові- учасники навчань Tobruq-Legacy 2015

Tobruq Legacy — серія регулярних, багатонаціональних тактичних навчань НАТО з відпрацювання взаємосумісності підрозділів протиповітряної оборони (ППО), започаткована у 2015 р. в Чехії. Основною метою навчань є забезпечення сумісності систем ППО держав-членів НАТО Східної Європи з системами ППО країн Західної Європи та США на основі спільних протоколів передачі даних.
Навчання Tobruq Legacy проходять щорічно влітку на полігонах країн Східної Європи.

## Tobruq Legacy 2016
Проходили у Словаччині. Їхньою метою була оптимізація структури підрозділів ППО малої дальності та ближньої дії, досягнення взаємосумісності, відпрацювання завдань боротьби з БПЛА (C-UAV).
Країни-лідери навчань — США та Чехія, в навчаннях також брали участь Угорщина, Литва, Польща та Словаччина.

## Tobruq Legacy 2017
Tobruk Legacy 2017 відбулися у період з 11 по 22 липня 2017 р. в Литві. В них брали участь підрозділи ППО Чехії (SA-6 (Куб), RBS 70), Угорщини (SA-6, Mistral), Литви (Stinger, RBS 70), Латвії (RBS 70), Естонії, Польщі (ПЗРК GROM), Словаччини (SA-18, SA-6, SA-10), Словенії (SA-24), Великої Британії (Rapier), США (Avenger, Patriot). В якості спостерігачів зареєстровані представники Болгарії та Греції. Всього було задіяно близько 500 військовослужбовців і 30 комплексів та систем ППО.
Метою навчань було відпрацювання взаємосумісності підрозділів ППО країн-учасниць.
Для обміну інформацією з пунктом управління польські підрозділи застосовували протокол LLAPI (Low Level Air Picture), Словенія, Чехія та Угорщина — Link 11B, Словаччина — ASTERIX в рамках системи відображення повітряної обстановки LETVIS, США — JREAP-C. Сценарієм навчань були передбачені стрільби з ПЗРК.

## Tobruq Legacy 2018
Навчання проходили у період з 4 по 15 червня 2018 року в Угорщині та Словаччині.

## Tobruq Legacy 2019
Чергові навчання серії Tobruq Legacy відбулися у Польщі 3 - 14 червня 2019 р. з проведенням 17 - 19 червня спільних бойових стрільб, зокрема, польських та американських підрозділів. Навчання традиційно проходили у три фази: інструктаж та доведення сценарію навчань; управління навчаннями; оцінка, аналіз і звітність. До навчань було задіяно 2600 осіб персоналу з 20 держав-членів НАТО (Болгарія, Велика Британія, Данія, Естонія, Латвія, Литва, Нідерланди, Німеччина, Норвегія, Польща, Румунія,  Словаччина, Словенія, США, Угорщина, Чехія, в якості спостерігачів - Греція, Канада, Португалія, Франція).